# Jockey Club de Rosario
Jockey Club de Rosario es un club de la ciudad argentina de Rosario. Su Sede Social está ubicada en un edificio de gran valor arquitectónico en la esquina de Córdoba y Maipú. Su campo de deportes, conocido como "Country", se encuentra en el barrio Fisherton.
Jockey Club  de Rosario,es considerado uno de los más importantes clubes de rugby de la ciudad de Rosario junto con el Atlético Rosario y el Duendes Rugby Club. En dicho deporte, este club ganó el título nacional en 1997.
De sus divisiones inferiores, han salido jugadores que luego integrarían la Selección Argentina Juvenil de Rugby.[cita requerida]

## Historia
Jockey Club de Rosario fue fundado el 18 de septiembre de 1900 (124 años).

## Rugby
Después de haber ganado muchos títulos provinciales, Jockey finalmente ganó el título nacional en 1997, derrotando a una potencia del rugby de Buenos Aires, Hindú Club 24 a 14. 

### Palmarés

#### Títulos nacionales
- Nacional de Clubes 
  -  Ganadores (1): 1997
  -  Subcampeón  (1): 2002, 2019
- Torneo del Interior 
  -  Ganadores (2): 2000, 2002

#### Títulos locales
- Torneo de la URR
  - Ganadores (12) : 1985, 1986, 1987, 1988, 1989, 1990, 1992, 1994, 1995, 1997, 1998, 1999
- Torneo del Litoral
  -  Ganadores (3): 2001, 2017, 2024